# Fabrizio Barbazza
Fabrizio Barbazza és un pilot de curses italià que va arribar a disputar curses de Fórmula 1.
Va néixer el 2 d'abril del 1963 a Monza, Llombardia, Itàlia.
Fabrizio Barbazza va debutar a la tercera cursa de la temporada 1991 (la 42a temporada de la història) del campionat del món de la Fórmula 1, disputant el 28 d'abril del 1991 el G.P. de San Marino al circuit d'Imola.
Va participar en un total de vint curses puntuables pel campionat de la F1, disputades en dues temporades no consecutives (1991 i 1993), aconseguí una sisena posició (en dues ocasions) com millor classificació en una cursa i assolí un total de dos punts pel campionat del món de pilots.

## Resultats a la Fórmula 1
| Any  | Equip                                | Xassís  | Motor    | 1       | 2       | 3       | 4       | 5       | 6       | 7       | 8       | 9       | 10      | 11      | 12      | 13      | 14      | 15  | 16  | Posició | Punts |
| ---- | ------------------------------------ | ------- | -------- | ------- | ------- | ------- | ------- | ------- | ------- | ------- | ------- | ------- | ------- | ------- | ------- | ------- | ------- | --- | --- | ------- | ----- |
| 1991 | Automobiles Gonfaronnaises Sportives | AGS     | Cosworth | USA     | BRA     | SMR NVQ | MON NVQ | CAN NVQ | MEX NVQ |         |         |         |         |         |         |         |         |     |     | -       | 0     |
| 1991 | Automobiles Gonfaronnaises Sportives | AGS     | Cosworth |         |         |         |         |         |         | FRA NVQ | GB NVQ  | ALE NVQ | HON NVQ | BEL NVQ | ITA NVQ |         |         |     |     | -       | 0     |
| 1991 | Automobiles Gonfaronnaises Sportives | AGS     | Cosworth |         |         |         |         |         |         |         |         |         |         |         |         | POR NVQ | ESP NVQ | JAP | AUS | -       | 0     |
| 1993 | Minardi Team                         | Minardi | Ford     | SUD Ret | BRA Ret | EUR 6   | SMR 6   | ESP Ret | MON 11  | CAN Ret | FRA Ret | GBR     | ALE     | HON     | BEL     | ITA     | POR     | JAP | AUS | 19è     | 2     |

### Resum
| Curses: | Victòries: | Pòdiums: | Poles: | Voltes ràpides: | Punts: |
| ------- | ---------- | -------- | ------ | --------------- | ------ |
| 20 (8)  | 0          | 0        | 0      | 0               | 2      |